# Serie Imperiale
La Serie Imperiale è una serie di francobolli emessa dal Regno d'Italia nel periodo tra il 1929 e il 1942, e successivamente modificata nel periodo della Luogotenenza di Umberto II dal 1944 al 1946. Questa serie di francobolli è stata largamente utilizzata nell'arco di oltre quindici anni e se ne conosce il suo uso anche nei primissimi anni della Repubblica (si veda "uso tardivo dei francobolli del Regno" in periodo della Repubblica nel catalogo Sassone). Analoghi valori, in genere sovrastampati, vennero emessi per le Colonie, le Occupazioni della seconda Guerra Mondiale e nel periodo della Repubblica Sociale Italiana.

## Descrizione
Le vignette emesse nel periodo del Regno (1929-42) erano contraddistinte dalla presenza di fasci littori posti ai due lati, e riproducevano vari soggetti, a partire dallo scudo di Savoia effigiato nel c.2, proseguendo con la lupa capitolina, Vittorio Emanuele III in varie pose su diversi valori, Giulio Cesare, l'imperatore Augusto e l'Italia turrita.
Nel periodo della Luogotenenza vengono rimossi i fasci e la filigrana corona viene prima tolta e poi sostituita dalla filigrana Ruota Alata, successivamente di largo uso nel periodo della Repubblica; vi furono emissioni di diverse città, con soggetti e colori variati. Si conoscono anche falsificazioni dell'epoca sul valore da c.50 effettuate in Italia (S. Giuseppe Vesuviano e Milano), o sul valore da c.25 eseguita in Inghilterra che, nel periodo della Seconda Guerra Mondiale, aveva il preciso intento di indebolire l'economia Italiana.
Furono emesse anche Cartoline Postali e Biglietti Postali riproducenti francobolli della serie.
I francobolli base hanno i seguenti valori: 
2 centesimi, 5 centesimi, 7,5 centesimi, 10 centesimi, 15 centesimi, 20 centesimi, 25 centesimi, 30 centesimi, 35 centesimi, 50 centesimi, 75 centesimi, 1 lira, 1,25 lire, 1,75 lire, 2 lire, 2,55 lire, 3,70 lire, 5 lire, 10 lire, 20 lire, 25 lire, 50 lire; visto il periodo di guerra però la serie venne utilizzata anche da Regno del Sud, Repubblica Sociale Italiana e vari altri (esclusi i valori emessi da CLN o altre amministrazioni come occupazione italiana d'Albania), con o senza sovrastampe ed in totale i diversi valori di affrancatura emessi tra francobolli, interi e biglietti sono circa 400; il suo utilizzo venne tollerato anche durante il periodo della Repubblica, dopo il 2 giugno 1946.